# Ayisha Issa
Ayisha Issa (Montreal, 18 marzo 1984) è un'attrice statunitense.

## Carriera
È principalmente nota per aver interpretato la dottoressa Jane Curtis in Transplant.  Per questo ruolo nel 2022 ha vinto il Best Supporting Actor in a Drama Series ai Canadian Screen Award.
Dal 2013 al 2017 è stata anche tra i protagonista della serie televisiva canadese Unité 9.
Attiva come doppiatrice, ha prestato la voce a Félicité Dubois, detta Fliss, nel videogioco The Dark Pictures: Man of Medan.

## Filmografia

### Cinema
- Brick Mansions, regia di Camille Delamarre (2014)

### Televisione
- Unité 9 - serie TV, 54 episodi (2013-2017)
- L'esercito delle 12 scimmie (12 Monkeys) - serie TV, 6 episodi (2016)
- Workin' Moms - serie TV, episodi 3x04-3x05 (2019)
- Shadowhunters: The Mortal Instruments - serie TV, episodio 3x15 (2019)
- The Expanse - serie TV, episodio 4x04 (2019)
- Transplant - serie TV, 49 episodi (2020-2024)

### Doppiaggio
- Far Cry Primal - videogioco, voce di Jayma (2016)
- The Dark Pictures: Man of Medan - videogioco, voce di Fliss (2019)

## Doppiatrici italiane
Nelle versioni in italiano delle opere in cui ha recitato, Ayisha Issa è stata doppiata da:
- Domitilla D'Amico in Brick Mansions
- Cristina Poccardi in Workin' Moms
- Guendalina Ward in Transplant

Da doppiatrice, è stata sostituita da:
- Cristiana Rossi in The Dark Pictures: Man of Medan

## Riconoscimenti
- Canadian Screen Award
  - 2022 – Best Supporting Actor in a Drama Series per la serie Transplant.